# Zygmunt Meyer
Zygmunt Jan Meyer (ur. 9 maja 1944 w Swornegaciach) – polski naukowiec, profesor, polityk, w latach 2002–2006 marszałek województwa zachodniopomorskiego.

## Życiorys
Ukończył w 1968 studia na Wydziale Budownictwa Lądowego i Wodno-Melioracyjnego Politechniki Szczecińskiej, po których podjął pracę na tej uczelni. W 1974 uzyskał stopień doktora, w 1983 stopień doktora habilitowanego na Politechnice Gdańskiej. W 1992 uzyskał tytuł naukowy profesora nauk technicznych.
W pracy naukowej specjalizuje się w budownictwie wodnym i geotechnice. Opublikował m.in. sześć pozycji książkowych z zakresu inżynierii środowiska. Należy do licznych towarzystw naukowych. W latach 1979–1984 był prodziekanem, a od 1990 do 1996 dziekanem Wydziału Budownictwa i Architektury Szczecińskiej. Pomiędzy tymi okresami zajmował stanowisko prorektora Politechniki Szczecińskiej. W 1984 został kierownikiem Katedry Geotechniki Politechniki Szczecińskiej i następnie ZUT.
W latach 1991–1998 był dyrektorem Przedsiębiorstwa Usług Inwestycyjnych "Eko-Inwest" S.A. w Szczecinie. Od lipca 1999 do lutego 2003 pełnił funkcję prezydenta Euroregionu Pomerania.
We wrześniu 1999 był założycielem Wyższej Szkoły Integracji Europejskiej w Szczecinie, do grudnia 2002 zajmował stanowisko rektora tej uczelni. Od 9 grudnia 2002 do 18 grudnia 2006 sprawował urząd marszałka województwa zachodniopomorskiego (wybrany przez radnych SLD i Samoobrony). W wyborach samorządowych w 2006 z ramienia Lewicy i Demokratów został wybrany na radnego sejmiku zachodniopomorskiego (w 2010 nie ubiegał się o reelekcję).
Odznaczony Krzyżem Kawalerskim (1987) i Oficerskim (1998) Orderu Odrodzenia Polski.